# Championnat de Guyane de football 2015-2016
Navigation
Édition précédente Édition suivante
La saison 2015-2016 est la cinquante-cinquième édition du championnat de Guyane de football de Régionale 1 mettant aux prises douze clubs pour le titre de champion de Guyane.
Le CSC Cayenne est le tenant du titre. Le club termine troisième de cette édition 2015-2016 qui est remportée par l'US Matoury qui obtient un sixième titre de champion de Guyane.

## Participants
Un total de douze équipes participent au championnat, dix d'entre elles étant déjà présentes la saison précédente, auxquelles s'ajoutent deux promus de deuxième division que sont l'ASC Agouado et l'AS Étoile de Matoury qui remplacent l'US Sinnamary et le Kourou FC, relégués à l'issue de l'édition précédente.
| \| Cayenne : CSC Cayenne Kourou : ASC Le Geldar SC Kouroucien Cayenne Kourou ASC Agouado US Matoury AS Étoile de Matoury USL Montjoly AS Grand-Santi Cosma Foot US Macouria EF Iracoubo \| Localisation des équipes engagées. |
| Cayenne : CSC Cayenne Kourou : ASC Le Geldar SC Kouroucien Cayenne Kourou ASC Agouado US Matoury AS Étoile de Matoury USL Montjoly AS Grand-Santi Cosma Foot US Macouria EF Iracoubo                                          |

| Équipe               | Classement 2014-2015 | Ville                   | Stade                       |
| -------------------- | -------------------- | ----------------------- | --------------------------- |
| CSC Cayenne          | 1                    | Cayenne                 | Stade Georges-Chaumet       |
| US Matoury           | 2                    | Matoury                 | Stade municipal             |
| ASC Le Geldar        | 3                    | Kourou                  | Stade Bois Chaudat          |
| SC Kouroucien        | 4                    | Kourou                  | Stade Bois Chaudat          |
| EF Iracoubo          | 5                    | Iracoubo                | Parc des Princes d'Iracoubo |
| ASC Remire           | 6                    | Remire-Montjoly         | Stade Edmard-Lama           |
| Cosma Foot           | 7                    | Saint-Laurent-du-Maroni | Stade René-Long             |
| US Macouria          | 8                    | Macouria                | Stade Emmanuel-Courat       |
| AS Grand-Santi       | 9                    | Grand-Santi             | Stade René-Long             |
| USL Montjoly         | 10                   | Remire-Montjoly         | Stade Edmard-Lama           |
| ASC Agouado          | Régionale 2          | Apatou                  | Stade de Moutendé           |
| AS Étoile de Matoury | Régionale 2          | Matoury                 | Stade municipal             |

Légende des couleurs
- Promu de Régionale 2

## Compétition

### Format
Les douze équipes affrontent à deux reprises les onze autres équipes selon un calendrier tiré aléatoirement. Les deux dernières équipes au classement sont reléguées en deuxième division. Le dixième de Régionale 1 joue sa place contre une équipe de Régionale 2 (issue d'un barrage entre les deuxièmes de chaque groupe de R2) sur un format aller-retour. Néanmoins, pour une raison inconnue, Cosma Foot est maintenu en R1 tandis que l'EF Iracoubo est relégué en R2 à l'issue de cette édition.

### Classement
Le classement est établi sur le barème de points classique (victoire à 4 points, match nul à 2, défaite à 1).
| \| Rang \| Équipe \| Pts \| J \| G \| N \| P \| Bp \| Bc \| Diff \| \| ---- \| ---------------------- \| --- \| -- \| -- \| - \| -- \| -- \| -- \| ---- \| \| 1 \| US Matoury \| 75 \| 22 \| 17 \| 2 \| 3 \| 46 \| 17 \| +29 \| \| 2 \| ASC Le Geldar \| 66 \| 22 \| 14 \| 2 \| 6 \| 43 \| 24 \| +19 \| \| 3 \| CSC Cayenne T \| 61 \| 22 \| 12 \| 3 \| 7 \| 35 \| 27 \| +8 \| \| 4 \| ASC Agouado P \| 60 \| 22 \| 12 \| 2 \| 8 \| 45 \| 40 \| +5 \| \| 5 \| AS Étoile de Matoury P \| 54 \| 22 \| 8 \| 8 \| 6 \| 36 \| 34 \| +2 \| \| 6 \| US Macouria \| 49 \| 22 \| 6 \| 9 \| 7 \| 39 \| 36 \| +3 \| \| 7 \| ASC Remire \| 48 \| 22 \| 6 \| 8 \| 8 \| 36 \| 38 \| -2 \| \| 8 \| SC Kouroucien \| 47 \| 22 \| 6 \| 7 \| 9 \| 28 \| 29 \| -1 \| \| 9 \| EF Iracoubo \| 45 \| 22 \| 6 \| 5 \| 11 \| 32 \| 45 \| -13 \| \| 10 \| AS Grand-Santi -3 \| 45 \| 22 \| 8 \| 3 \| 11 \| 31 \| 37 \| -6 \| \| 11 \| Cosma Foot \| 38 \| 22 \| 3 \| 7 \| 12 \| 24 \| 38 \| -14 \| \| 12 \| USL Montjoly-2 \| 37 \| 22 \| 5 \| 2 \| 15 \| 23 \| 53 \| -30 \| | - Champion - Équipe participant au barrage de relégation - Équipes reléguées T : Tenant du titre P : Promu de Régional 2 |     |    |    |   |    |    |    |      |
| Rang | Équipe | Pts | J  | G  | N | P  | Bp | Bc | Diff |
| 1 | US Matoury | 75  | 22 | 17 | 2 | 3  | 46 | 17 | +29  |
| 2 | ASC Le Geldar | 66  | 22 | 14 | 2 | 6  | 43 | 24 | +19  |
| 3 | CSC Cayenne T | 61  | 22 | 12 | 3 | 7  | 35 | 27 | +8   |
| 4 | ASC Agouado P | 60  | 22 | 12 | 2 | 8  | 45 | 40 | +5   |
| 5 | AS Étoile de Matoury P                                                                                                   | 54  | 22 | 8  | 8 | 6  | 36 | 34 | +2   |
| 6 | US Macouria | 49  | 22 | 6  | 9 | 7  | 39 | 36 | +3   |
| 7 | ASC Remire | 48  | 22 | 6  | 8 | 8  | 36 | 38 | -2   |
| 8 | SC Kouroucien | 47  | 22 | 6  | 7 | 9  | 28 | 29 | -1   |
| 9 | EF Iracoubo | 45  | 22 | 6  | 5 | 11 | 32 | 45 | -13  |
| 10 | AS Grand-Santi -3 | 45  | 22 | 8  | 3 | 11 | 31 | 37 | -6   |
| 11 | Cosma Foot | 38  | 22 | 3  | 7 | 12 | 24 | 38 | -14  |
| 12 | USL Montjoly-2 | 37  | 22 | 5  | 2 | 15 | 23 | 53 | -30  |

## Bilan du tournoi
| Championnat de Guyane de football 2015-2016 |                       |
| Champion                                    | US Matoury (6e titre) |
| Dauphin                                     | ASC Le Geldar         |
| Qualifications continentales                |                       |
| Promotions et relégations                   |                       |
| Promus en Régionale 1                       | Olympique de Cayenne  |
| Promus en Régionale 1                       | Kourou FC             |
| Relégués en Régionale 2                     | EF Iracoubo           |
| Relégués en Régionale 2                     | USL Montjoly          |